# Ойбонт
Ойбо́нт — посёлок в Хоринском районе Бурятии. Входит в сельское поселение «Верхнекурбинское».

## География
Расположен в 24 км к северо-востоку от центра сельского поселения, улуса Тэгда, на левом берегу реки Курба, ниже впадения в неё речки Шабартуй, на автодороге районного значения Тэгдинский тракт.

## Население
| 2002 | 2010 |
| ---- | ---- |
| 92   | ↘71  |

## Экономика
Заготовка и переработка леса.